# Акжайык (Махамбетский район)
Акжайы́к (каз. Ақжайық) — село в Махамбетском районе Атырауской области Казахстана. Административный центр и единственный населённый пункт Акжаиыкского сельского округа. Код КАТО — 235633100.
Село расположено на левом берегу реки Урал.

## Население
В 1999 году население села составляло 1214 человек (640 мужчин и 574 женщины). По данным переписи 2009 года, в селе проживало 1179 человек (627 мужчин и 552 женщины).